# Erzbach (Reichelsheim)
Erzbach ist ein Ortsteil der Gemeinde Reichelsheim im südhessischen Odenwaldkreis.

## Geographie
Das Dorf Erzbach besteht aus zerstreut liegende Häuser bei doppelseitiger Gehängelage und liegt im Granitgebiet des Odenwalds, ca. 9,5 km nordwestlich von Erbach und fünf Kilometer südlich der Kerngemeinde Reichelsheims. Der Ort liegt innerhalb des Geo-Naturpark Bergstraße-Odenwald am gleichnamigen Erzbach, der in den Osterbach, einem Quellbach der Gersprenz, mündet. Der Ortsteil Erzbach wird begrenzt durch die 381,3 Hektar umfassenden Gemarkung Erzbach. In der Gemarkung liegt der Wohnplatz „Hof Roter Kandel“.
An den Ortsteil Erzbach grenzen, vom Norden beginnend, im Uhrzeigersinn, die Orte Unter-Ostern, Rohrbach, Hiltersklingen (Gemeinde Mossautal), Fürth (Odenwald) und Ober-Ostern. Durch den Ort führt die Landesstraße 3105 die von Ober-Ostern zur B 460 führt.

## Geschichte

### Ortsgeschichte
Die älteste erhaltene urkundliche Erwähnung des Dorfes stammt aus dem Jahre 1324. Im Mittelalter wurde in Ortsnähe Erz abgebaut. In erhaltenen Urkunden wurde Erzbach unter den folgenden Ortsnamen erwähnt (in Klammern das Jahr der Erwähnung): Arezgreste (773, 795), Erczbach (1324, 1357) und Ertzpach (1443).
Erzbach gehörte zum Amt Reichenberg der Grafschaft Erbach, die 1806 zum Großherzogtum Hessen kam. Ab 1822 gehörte Erzbach zum Landratsbezirk Erbach, ab 1852 zum Kreis Lindenfels, ab 1874 zum Kreis Erbach (ab 1939: „Landkreis Erbach“), der – mit leichten Grenzberichtigungen – seit 1972 Odenwaldkreis heißt. Nach Auflösung des Amtes Erbach 1822 nahm die erstinstanzliche Rechtsprechung für Erzbach das Landgericht Michelstadt wahr, ab 1853 das Landgericht Fürth und ab 1879 das Amtsgericht Fürth.
Hessische Gebietsreform (1970–1977)
Zum 31. Dezember 1971 wurde die bis dahin selbständige Gemeinde Erzbach im Zuge der Gebietsreform in Hessen auf freiwilliger Basis in die Gemeinde Reichelsheim i. Odw. eingegliedert.
Für Erzbach sowie für die meisten im Zuge der Gebietsreform nach Reichelsheim eingegliederten Gemeinden wurden Ortsbezirke gebildet.

### Verwaltungsgeschichte im Überblick
Die folgende Liste zeigt die Staaten und Verwaltungseinheiten, denen Erzbach angehört(e):
- vor 1718: Heiliges Römisches Reich, Grafschaft Erbach, Amt Reichenberg
- ab 1718: Heiliges Römisches Reich, Grafschaft Erbach-Erbach, Anteil an der Grafschaft Erbach, Amt Reichenberg
- ab 1806: Großherzogtum Hessen (Souveränitätslande),[Anm. 3] Fürstentum Starkenburg, Amt Reichenberg (Standesherrschaft Erbach)
- ab 1815: Großherzogtum Hessen[Anm. 4] (Souveränitätslande), Provinz Starkenburg, Amt Reichenberg  (Standesherrschaft Erbach)
- ab 1822: Großherzogtum Hessen, Provinz Starkenburg, Landratsbezirk Erbach[Anm. 5]
- ab 1848: Großherzogtum Hessen, Regierungsbezirk Erbach
- ab 1852: Großherzogtum Hessen, Provinz Starkenburg, Kreis Lindenfels
- ab 1867: Großherzogtum Hessen, Provinz Starkenburg, Kreis Erbach
- ab 1871: Deutsches Reich,[Anm. 6] Großherzogtum Hessen, Provinz Starkenburg, Kreis Erbach
- ab 1874: Deutsches Reich, Großherzogtum Hessen, Provinz Starkenburg, Kreis Erbach
- ab 1918: Deutsches Reich, Volksstaat Hessen,[Anm. 7] Provinz Starkenburg, Kreis Erbach
- ab 1938: Deutsches Reich, Volksstaat Hessen, Landkreis Erbach[10][Anm. 8]
- ab 1945: Deutsches Reich, Amerikanische Besatzungszone, Groß-Hessen,[Anm. 9] Regierungsbezirk Darmstadt, Landkreis Erbach
- ab 1946: Deutsches Reich, Amerikanische Besatzungszone, Land Hessen, Regierungsbezirk Darmstadt, Landkreis Erbach
- ab 1949: Bundesrepublik Deutschland, Land Hessen, Regierungsbezirk Darmstadt, Landkreis Erbach
- ab 1972: Bundesrepublik Deutschland, Land Hessen, Odenwaldkreis, Regierungsbezirk Darmstadt, Gemeinde Reichelsheim[Anm. 10]

## Bevölkerung

### Einwohnerentwicklung
- 1961: 172 evangelische (= 95,60 %), 7 katholische (= 4,40 %) Einwohner[3]

| Erzbach: Einwohnerzahlen von 1829 bis 2022 | Erzbach: Einwohnerzahlen von 1829 bis 2022 | Erzbach: Einwohnerzahlen von 1829 bis 2022 | Erzbach: Einwohnerzahlen von 1829 bis 2022 | Erzbach: Einwohnerzahlen von 1829 bis 2022 |
| --- | ------------------------------------------ | ------------------------------------------ | ------------------------------------------ | ------------------------------------------ |
| Jahr |                                            |                                            |                                            | Einwohner                                  |
| 1829 | 1829                                       |                                            | 170                                        | 170                                        |
| 1834 | 1834                                       |                                            | 167                                        | 167                                        |
| 1840 | 1840                                       |                                            | 195                                        | 195                                        |
| 1846 | 1846                                       |                                            | 195                                        | 195                                        |
| 1852 | 1852                                       |                                            | 198                                        | 198                                        |
| 1858 | 1858                                       |                                            | 207                                        | 207                                        |
| 1864 | 1864                                       |                                            | 223                                        | 223                                        |
| 1871 | 1871                                       |                                            | 200                                        | 200                                        |
| 1875 | 1875                                       |                                            | 177                                        | 177                                        |
| 1885 | 1885                                       |                                            | 191                                        | 191                                        |
| 1895 | 1895                                       |                                            | 192                                        | 192                                        |
| 1905 | 1905                                       |                                            | 182                                        | 182                                        |
| 1910 | 1910                                       |                                            | 190                                        | 190                                        |
| 1925 | 1925                                       |                                            | 161                                        | 161                                        |
| 1939 | 1939                                       |                                            | 132                                        | 132                                        |
| 1946 | 1946                                       |                                            | 180                                        | 180                                        |
| 1950 | 1950                                       |                                            | 185                                        | 185                                        |
| 1956 | 1956                                       |                                            | 169                                        | 169                                        |
| 1961 | 1961                                       |                                            | 159                                        | 159                                        |
| 1967 | 1967                                       |                                            | 152                                        | 152                                        |
| 1970 | 1970                                       |                                            | 174                                        | 174                                        |
| 1980 | 1980                                       |                                            | ?                                          | ?                                          |
| 1990 | 1990                                       |                                            | ?                                          | ?                                          |
| 2000 | 2000                                       |                                            | ?                                          | ?                                          |
| 2011 | 2011                                       |                                            | 192                                        | 192                                        |
| 2022 | 2022                                       |                                            | 205                                        | 205                                        |
| Datenquelle: Historisches Gemeindeverzeichnis für Hessen: Die Bevölkerung der Gemeinden 1834 bis 1967. Wiesbaden: Hessisches Statistisches Landesamt, 1968. Weitere Quellen: LAGIS; Zensus 2011; Gemeinde Reichelsheim |                                            |                                            |                                            |                                            |

### Einwohnerstruktur 2011
Nach den Erhebungen des Zensus 2011 lebten am Stichtag dem 9. Mai 2011 in Erzbach 192 Einwohner. Darunter waren 6 (3,1 %) Ausländer.
Nach dem Lebensalter waren 30 Einwohner unter 18 Jahren, 61 zwischen 18 und 49, 60 zwischen 50 und 64 und 36 Einwohner waren älter.
Die Einwohner lebten in 78 Haushalten. Davon waren 21 Singlehaushalte, 21 Paare ohne Kinder und 33 Paare mit Kindern, sowie keine Alleinerziehende und drei Wohngemeinschaften. In 15 Haushalten lebten ausschließlich Senioren und in 81 Haushaltungen lebten keine Senioren.

## Politik
Ortsbeirat
Für Erzbach besteht ein Ortsbezirk (Gebiete der ehemaligen Gemeinde Erzbach) mit Ortsbeirat und Ortsvorsteher, nach Maßgabe der §§ 81 und 82 HGO und des Kommunalwahlgesetzes in der jeweils gültigen Fassung gebildet. Der Ortsbeirat besteht aus fünf Mitgliedern. Bei den Kommunalwahlen in Hessen 2021 betrug die Wahlbeteiligung zum Ortsbeirat Erzbach 64,29 %. Dabei wurden gewählt: ein Mitglied der SPD und vier Mitglieder der Gemeinschaftsliste „CDU und Reichenbacher Wählergemeinschaft“ (CDU-RWG). Der Ortsbeirat wählte Frank Thomasberger (CDU-RWG) zum Ortsvorsteher.

## Natur und Schutzgebiete
In der Gemarkung Erzbach befindet sich östlich des Ortes das Naturschutzgebiet „Stollwiese bei Erzbach“.